# Alpii Ammergau

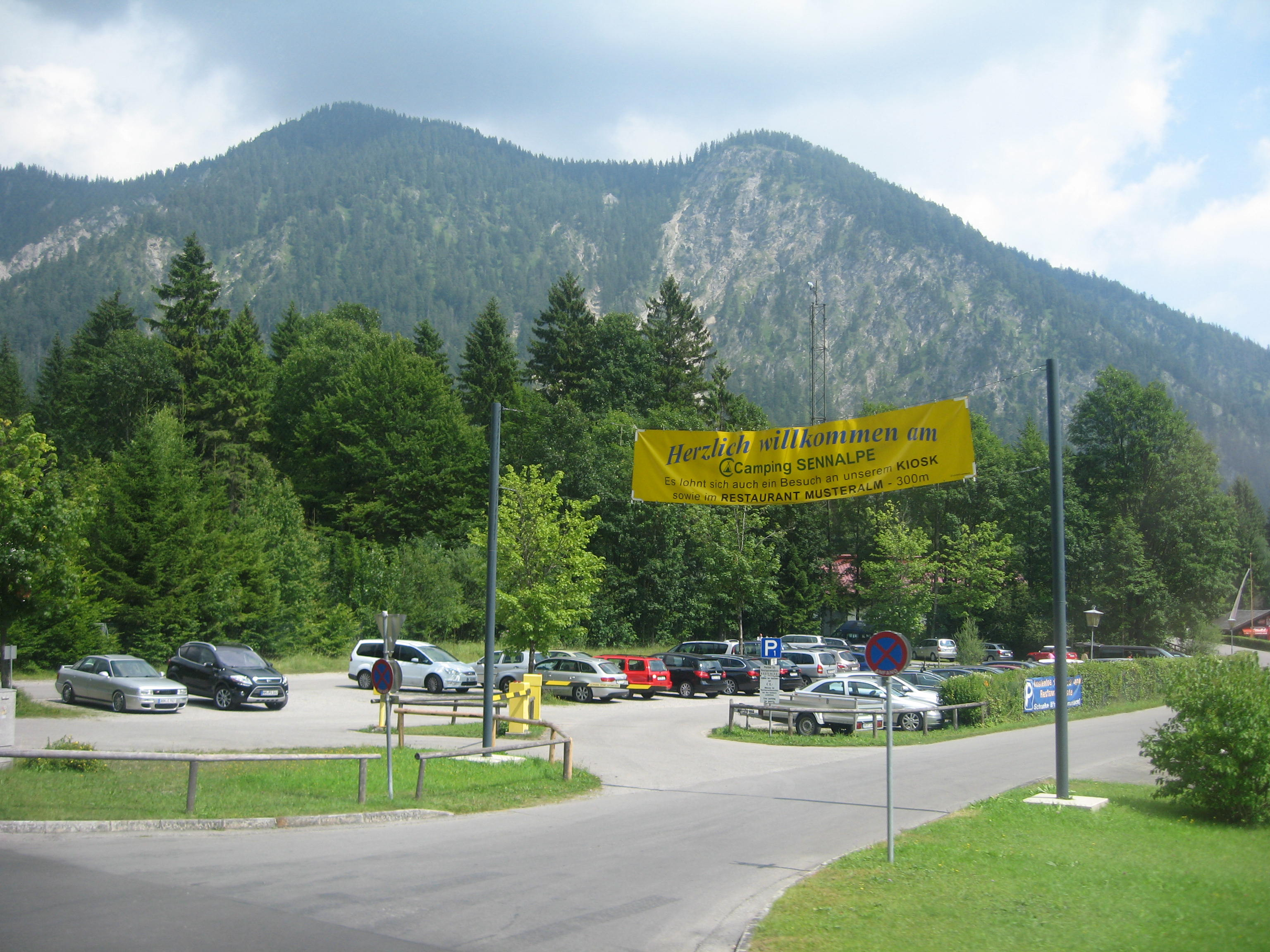
Alpii Ammergau la Plansee.

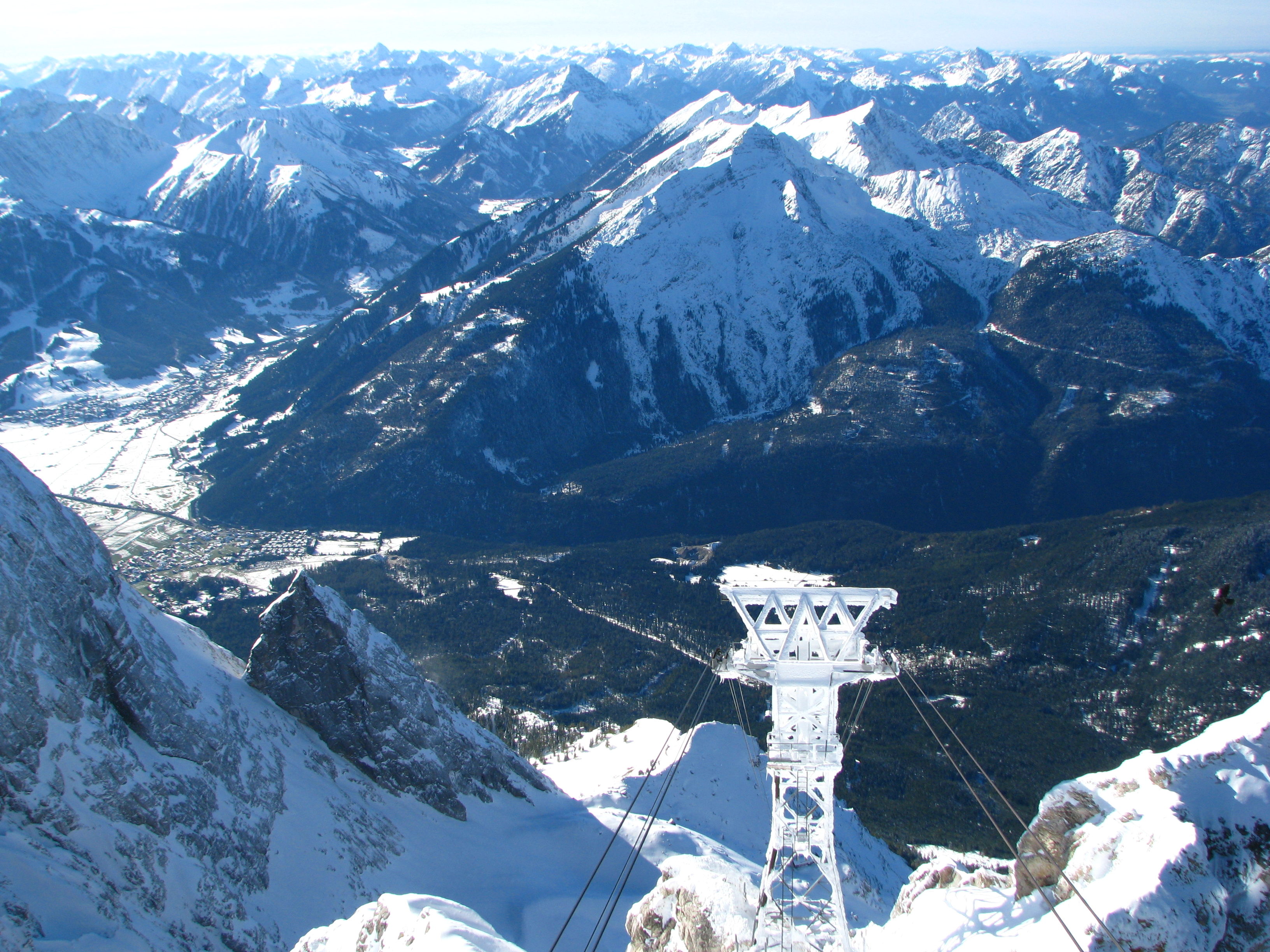
Daniel: Cel mai înalt pisc al Alpilor Ammergau, văzut de pe Zugspitze.

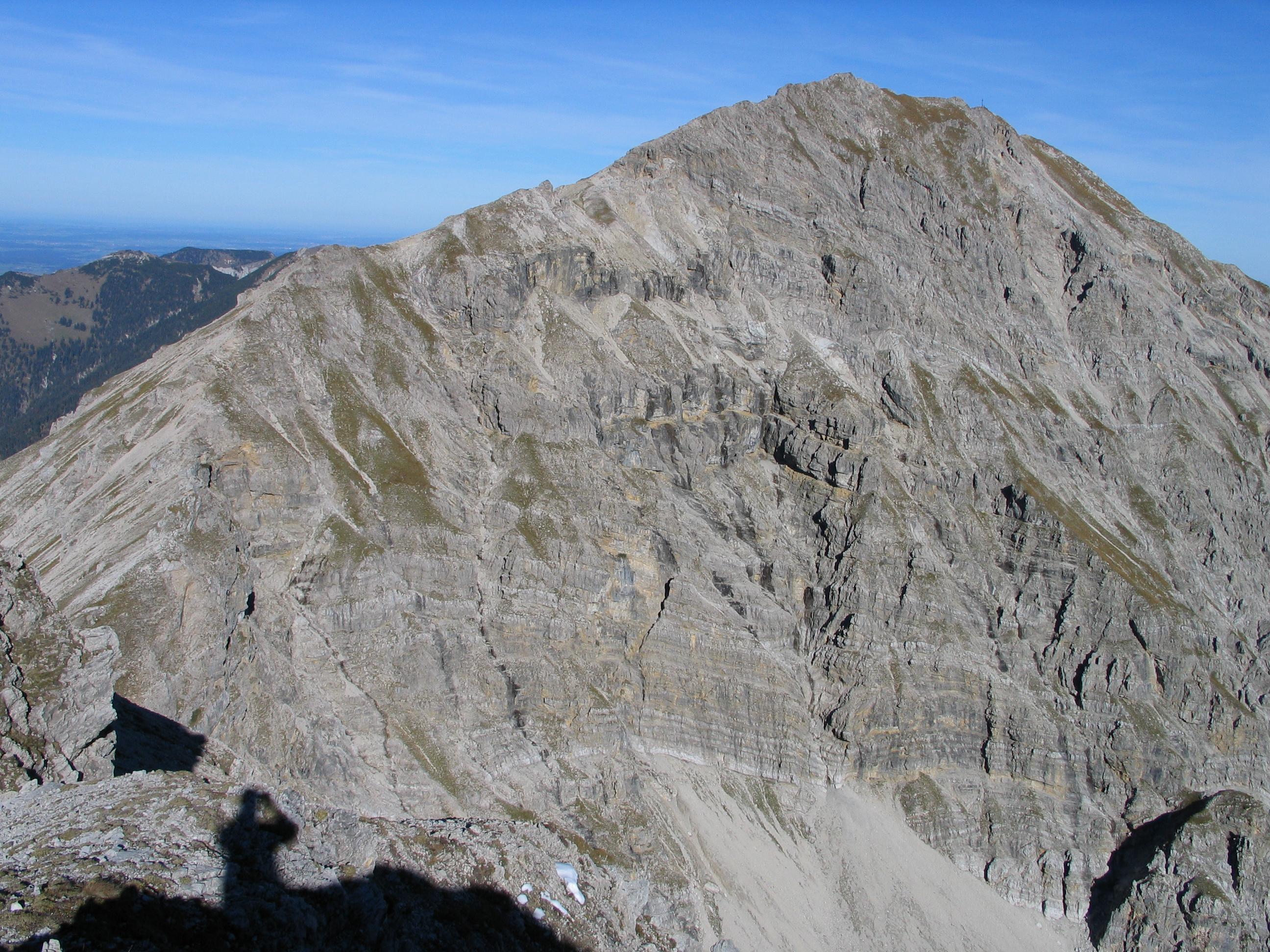
Kreuzspitze (2.185 m) de la sud

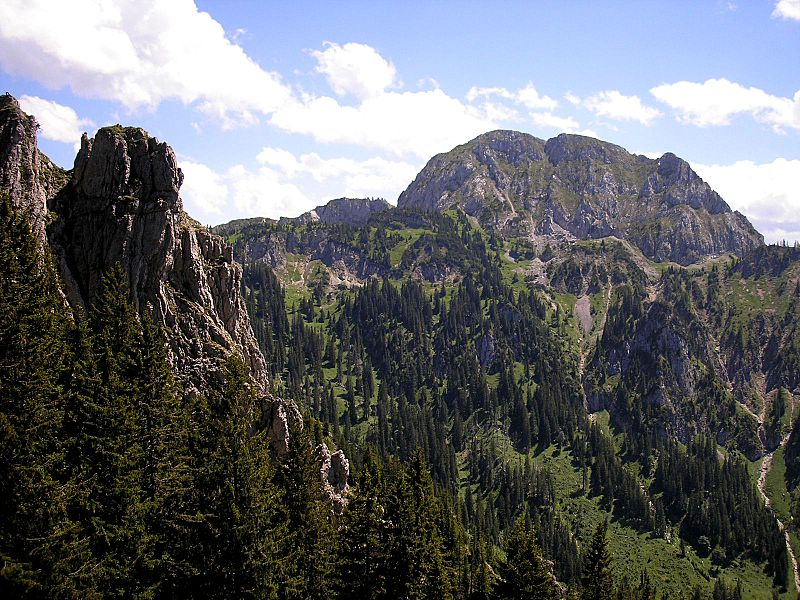
Hohe Straußberg (1.934 m) de la Tegelberg

Alpii Ammergau (în germană Ammergauer Alpen sau Ammergebirge) este o grupă de munți din Alpii Calcaroși, situată în landurile Bavaria (Germania) și Tirol (Austria). Ea  acoperă o suprafață de aproximativ 30 x 30 km și începe de la marginea exterioară a Alpilor. Cel mai înalt vârf este Daniel, care are o înălțime de 2.340 m.

## Diviziuni

### Regiunea înconjurătoare
Alpii Ammergau sunt mărginiți la nord de Bayerisches Alpenvorland de la râul Lech la râul Loisach. Lech formează granița de vest de la ieșirea în aval din Bayerisches Alpenvorland până la Reutte. Loisach mărginește Alpii Ammergau în est, sud-est și sud de la ieșirea sa în amonte din Bayerisches Alpenvorland până la Bazinul Ehrwald. La marginea de sud-vest valea Zwischentoren formează legătura între Bazinul Ehrwald Basin și Bazinul Reutte (Talkessel). 
Valea Zwischentoren este o trecătoare abia observabilă care leagă Alpii Ammergau de Alpii Lechtal.

### Subdiviziuni
Ghidul Alpine Club, Alpenvereinsführer Allgäuer Alpen und Ammergauer Alpen, împarte Alpii Ammergau în următoarele subgrupe:
| - Trauchberge (cel mai înalt vârf este Hohe Bleick, 1638 m) - Klammspitzkamm (cel mai înalt vârf este Klammspitze, 1924 m) - Grupul Laber-Hörnle (cel mai înalt vârf este Laber 1686 m) - Grupul Hochplatten-Tegelberg (cel mai înalt vârf este Hochplatte 2082 m) | - Grupul Säuling (cel mai înalt vârf este Säuling, 2047 m) - Grupul Kreuzspitz (cel mai înalt vârf este Kreuzspitze, 2185 m) - Grupul Kramer (cel mai înalt vârf este Kramer, 1985 m) - Southern Hauptkamm (Danielkamm) (cel mai înalt vârf este Daniel, 2340 m) |

Grupul Kreuzspitz cu Kreuzspitze și Geierköpfen sunt partea cea mai alpină din Alpii Ammergau. Cele mai înalte vârfuri din Ammergau se gasesc în principal pe creasta de sud, (creasta Daniel sau Danielkamm). Partea cea mai diversă și mai interesantă pe plan turistic a Alpilor Ammergau este în Grupul Hochplatten-Tegelberg.

### Vârfuri
Cel mai înalte 10 vârfuri ale Alpilor Ammergau:
| 1. | Daniel                      | 2.340 m |  | 6.  | Kreuzspitze         | 2.185 m |
| 2. | Upsspitze                   | 2.332 m |  | 7.  | Pitzenegg           | 2.179 m |
| 3. | Plattberg (Hochschrutte)    | 2.247 m |  | 8.  | Geierköpfe          | 2.164 m |
| 4. | Kohlbergspitze (Zigerstein) | 2.202 m |  | 9.  | Kleines Pfuitjöchle | 2.145 m |
| 5. | Großes Pfuitjöchle          | 2.197 m |  | 10. | Kesseljoch          | 2.131 m |

Alte vârfuri

În Alpii Ammergau există aproape 200 vârfuri cu diferite înălțimi. Printre cele mai cunoscute dintre acestea sunt (în ordinea înălțimii):
| - Hochplatte, 2.082 m - Schellschlicht, 2.053 m - Friederspitz, 2.050 m - Säuling, 2.047 m - Krähe, 2.012 m - Gabelschrofen, 2.010 m - Kramerspitz, 1.985 m - Hoher Straußberg, 1.933 m - Klammspitze, 1.924 m - Ochsenälpeleskopf, 1.905 m - Notkarspitze, 1.889 m | - Geiselstein, 1.885 m - Branderschrofen (Tegelberg), 1.881 m - Hoher Ziegspitz, 1.864 m - Teufelstättkopf, 1.758 m - Laber, 1.686 m - Hohe Bleick, 1.638 m - Ettaler Manndl, 1.633 m - Sonnenspitze (Sonnenberg), 1.622 m - Pürschling, 1.566 m - Hinteres Hörnle, 1.548 m - Großer Aufacker, 1.542 m - Kofel, 1.342 m |

### Grupe montane învecinate
Alpii Ammergau sunt mărginiți de următoarele grupe montane ale Alpilor:
- Alpii Allgäu (la vest)
- Alpii Lechtal (la sud-vest)
- munții Wetterstein și lanțul Mieming (la sud)
- Subalpii Bavarezi (la est)

Ei se învecinează la nord cu Bayerisches Alpenvorland.

## Sate
- Oberammergau
- Ettal / Graswang / Linderhof
- Unterammergau
- Saulgrub / Altenau / Wurmansau
- Bad Kohlgrub
- Bad Bayersoien